# Smile (BUMP OF CHICKENの曲)
『Smile』（スマイル）は、BUMP OF CHICKENの20枚目のシングル。2011年5月11日にトイズファクトリーから発売された。

## 概要
前作『友達の唄』から約3ヶ月と短期間で発売されたシングル。2011年9月30日までの期間限定販売となった。
本作にはミュージック・ビデオ（監督は井上雄彦）を収録したDVDが付属している。なお、BUMP OF CHICKENのCD作品でDVDが付属するのは本作が初めてとなる。
CDや着うた等の売上の全収益は東日本大震災の義援金として、日本赤十字社を通じ被災者へ寄付される。収益はすべて1ヶ月おきに公式特設サイトにて1円単位で報告され、3回（2011年7月8日、9月30日、2012年2月10日）に分けて寄付が行われた。義捐金の総額は6962万7833円となった。レコーディングに関わるスタッフも全て無償で協力している。
発売前の4月27日にレコチョク独占で着うたが配信され、発売と同時にレコチョクから着うたフルとPVが配信された。
本作には隠しトラックが収録されていないが、これは同バンドのシングル作品としては初めてのことである。

## 収録曲
1. Smile（4:15）
  - 作詞・作曲：藤原基央　編曲：BUMP OF CHICKEN

ソフトバンクモバイル提供「復興支援ポータルサイト」TVCMソング[7]。
このTVCMに漫画家の井上雄彦によるイラストレーション「Smile」が抜擢された際、井上から「音楽はBUMP OF CHICKENに担当して欲しい」と依頼され、これをメンバーが快諾したことで書き下ろされた楽曲である[2]。
書き下ろし依頼を受けて藤原が作詞・作曲し、レコーディングが完了するまで2日間と非常に短期間で制作された[3]。藤原によるアコースティック・ギター1本の弾き語り形式の曲であるが、直井は「他のメンバー3人も同じ気持ちでそこにいる」と語り、藤原も「『Smile』という曲はBUMP OF CHICKENの意思です」と話している[5]。また、以前にも直井や升が演奏に参加していない曲について「弾かないというプレイをする」「それで曲がベストな形になるならそれがいい。」と語っていた。
曲構成は「Aメロ→サビ」という約28秒間の8小節を7コーラス繰り返し、ラストに再びサビがあるという特殊なものである（7ハーフで、一般的には2ハーフとされる）。
次作『ゼロ』には、この曲のバンドアレンジ・バージョンがカップリング曲として収録されている。アルバム『RAY』にはバンドバージョンが収録されているため、シングルバージョンはアルバム未収録となっている。なお、シングルバージョンは音楽配信サイト等でも配信されていない。